# Ricardo (namn)
Ricardo är ett mansnamn, en variant av Rickard, som är vanligt i länder där spanska, portugisiska och italienska talas.

## Personer med namnet
- Ricardo Bofill, arkitekt, Spanien
- Ricardo Carvalho, fotbollsspelare, Portugal
- Ricardo Antonio Chavira, skådespelare, USA
- Ricardo Cortez, skådespelare, USA
- Ricardo Fuller, fotbollsspelare, Jamaica
- Ricardo Pérez Godoy, general, militärjuntaledare, Peru
- Ricardo Güiraldes, författare, Argentina
- Ricardo Lagos, president, Chile
- Ricardo Londono, racerförare, Colombia
- Ricardo López Méndez, sångtextförfattare, Mexiko
- Ricardo Montalban, skådespelare, Mexiko
- Ricardo Oliveira, fotbollsspelare, Brasilien
- Ricardo Osorio, fotbollsspelare, Mexiko
- Ricardo Palma, författare, Peru
- Ricardo Rojas, fotbollsspelare, Chile
- Ricardo Quaresma, fotbollsspelare, Portugal
- Ricardo Tejero Magro, bankchef, Spanien
- Ricardo Pereira, fotbollsspelare, Brasilien
- David Ricardo, nationalekonom, England
- Ricardo Rodriguez, racerförare, Mexiko
- Ricardo Rosset, racerförare, Brasilien
- Ricardo Santos, fotbollsspelare, Brasilien
- Ricardo Sperafico, racerförare, Brasilien
- Ricardo Tanturi, tangomusiker och orkesterledare, Argentina
- Ricardo Tormo, roadracingförare, Spanien
- Ricardo Villalobos, techno-musiker
- Ricardo Viñes, pianist, Spanien
- Ricardo Zonta, racerförare, Brasilien
- Ricardo Zunino, racerförare, Argentina
- Harry Ricardo, brittisk motorutvecklare